# Karaburun
Karaburun is een Turks district in de provincie İzmir en telt 8.040 inwoners (2007). Het district heeft een oppervlakte van 484,33 km². Karaburun vormt een schiereiland aan de Egeïsche Zee van het Turkse vasteland deels gescheiden door de Golf van İzmir.
De bevolkingsontwikkeling van het district is weergegeven in onderstaande tabel.
| 1997   | 2000   | 2007  |
| ------ | ------ | ----- |
| 10.332 | 13.446 | 8.040 |

Aliağa · Balçova · Bayraklı · Bayındır · Bergama · Beydağ · Bornova · Buca · Çeşme · Çiğli · Dikili · Foça · Gaziemir · Güzelbahçe · Karabağlar · Karaburun · Karşıyaka · Kemalpaşa · Kınık · Kiraz · Konak · Menderes · Menemen · Narlıdere · Ödemiş · Seferihisar · Selçuk · Tire · Torbalı · Urla